# نهر تاميانغ
نهر تاميانغ هو نهر في شمال سومطرة، إندونيسيا.